# 芭儿·拉法莉
芭儿·拉法莉（英語：Bar Refaeli，1985年6月4日—）出生于以色列，为以色列的模特儿和女演员。

## 生平
1985年，拉法莉出生在以色列，她的父母，拉斐尔和齐兹，是牧马场的商人，一共生了三个子女。
拉法莉最初是从事模特儿行业，出道年龄是15岁。

## 个人生活
拉法莉的前任男友是莱昂纳多·迪卡普里奥，一个好莱坞的男明星，但是很快就被其甩弃，两人的交往时间从2005年到2011年。
拉法莉的现任男友是以色列的富豪泰迪·萨吉，以色列的30大富翁之一，资产18亿美元。

### 争议
2007年，拉法莉为了逃避兵役而短期的与人结婚，广受争议。

## 荣誉
2009年，美国运动杂志，“2008年最佳身段模特”；“运动画刊泳装特辑”的封面女郎。
2011年，《美信》“2011年度百大性感女星”。